# Дерябина, Серафима Ивановна
Серафи́ма Ива́новна Деря́бина (19 июня (1 июля) 1888, Екатеринбург — 6 апреля 1920, там же) — революционный деятель. Член РСДРП с 1904 года.

## Биография
Родилась в семье екатеринбургского чиновника. Жила и училась в Екатеринбурге, во время учёбы в женской гимназии увлеклась идеями марксизма. В 1905 году становится членом партии РСДРП, работала пропагандистом и агитатором. В 1907 году становится секретарём Екатеринбургского комитета РСДРП, и руководителем школы пропагандистов. Преподавала у Анатолия Ивановича Парамонова, будущего секретаря горсовета Екатеринбурга. Занималась организацией выборов во 2-ю и 3-ю Государственную думы.
В  октябре 1907 года арестована, судом приговорена к высылке в Вологодскую губернию на два года.
Вела активную партийную работу в Ростове-на-Дону, Москве, Туле, Петербурге, Самаре. В 1913 году участвовала в Поронинском совещании ЦК РСДРП. В 1914 году член Исполнительной комиссии Петроградского комитета РСДРП. Подвергалась арестам и высылкам. После очередного ареста была выслана в Тулу, где познакомилась с Франциском Венцеком, впоследствии стала его женой. В 1915 году они оба были в числе организаторов забастовки на оружейном и патронном заводах, за что были арестованы и высланы в Калугу. Нелегально перебрались в Самару, где зарегистрировались под фамилией Левандовские.
После Февральской революции 1917 года являлась членом Самарского совета.
После Октябрьской революции — член Самарского губкома РСДРП(б) и губисполкома, комиссар по делам печати.
В 1918 году была арестована белогвардейцами и в «поезде смерти» отправлена в Сибирь. Серафиме Дерябиной всё же удалось бежать и вести работу в большевистском подполье в Сибири. В марте 1919 года на 2-й Всесибирской конференции подпольных большевистских организаций избрана членом Урало-Сибирского бюро ЦК РКП(б). Была арестована колчаковской контрразведкой; освобождена после занятия Екатеринбурга Красной Армией.
Серафима Дерябина была членом оргбюро Екатеринбургского комитета РКП(б). На VII Всероссийском съезде Советов (1919 г.) избиралась членом ВЦИК. Автор агит-пьесы «На заре нового мира» (1919).
Скончалась от чахотки 6 апреля 1920 года в Екатеринбурге. Похоронена в Екатеринбурге, у Вечного огня на площади Уральских Коммунаров.

## Память
Именем Серафимы Дерябиной в 1967 году названа улица в Верх-Исетском и Ленинском районах Екатеринбурга.

## Сочинения
- Дерябина С. И. На заре нового мира : (сказка настоящего : Горячо любимому дедушке «Ильичу» посвящает внучка) : [пьеса] / С. Дерябина ; Рос. Ком. партия. — [Екатеринбург : типография Политотдела Красной Армии, 1919]. — 28 с.
- Дерябина С. И. На заре нового мира : (сказка настоящего) : [пьеса] / С. Дерябина. — Москва : Государственное издательство, 1920. — 32 с. — (Красная книжка. № 25).